# 연방평의회
러시아 연방평의회(러시아어: Сове́т Федера́ции 사베뜨 페데라찌[*], 영어: Federation Council, 문화어: 로씨야 련방평의회)는 러시아 연방의 의회인 연방의회의 상원이다. 러시아 연방평의회의 현 의장은 발렌티나 마트비옌코이다.
보리스 옐친 시대였던 1993년에는 국민의 직접 선거에 의해 상원 의원들을 선출하였으나, 1996년부터는 22개 공화국의 대통령과 주지사, 지방의회 등 지방 선거를 통해 의원들을 선출하였다. 2000년 블라디미르 푸틴 정부가 출범하면서부터는 22개 공화국, 46개 주, 9개 지방, 3개 연방시, 4개 자치구, 1개 자치주 총 85개 연방주체에서 각각 2명씩 의원을 보내는 방식을 채택했기 때문에 정원 의석은 총 170석이다. 옛 소비에트 연방 건설위원회가 소재하고 있던 볼샤바 드미트로브카 거리 메인 빌딩을 의사당으로 사용하고 있다.

## 같이 보기
- 국가두마